# Ньянджа
Ньянджа (Chinyanja), іноді також чева (Chicheŵa) (по іншому великому діалекту) — мова банту, поширена в Південній Африці, в околицях озера Ньяса; найбільша за кількістю носіїв мова Малаві, де є національною мовою (офіційною згідно з конституцією є англійська мова). За класифікацією Гасрі відноситься до зони N, код N31.
Назва чева вживається головним чином в Малаві, де це етнічна мову народу чева; в інших країнах (і в самому Малаві), де нею користуються і інші народності (наприклад, нгоні), прийнято етнічно більш нейтральне ньянджа (chinyanja — «мова людей озера Ньяса»).
Ньянджа і чева являють собою два близькоспоріднених діалекти. Історично чева була мовою держави, відомої з португальських джерел як Мараві, і завдяки впливу її правителів, вона поширилася як лінгва-франка.
Проте британська колоніальна адміністрація та місіонери використовували на письмі головним чином саме ньянджа, і ця політика була продовжена після проголошення незалежності Малаві. Саме з цим пов'язаний поширений погляд на чева як діалект ньянджа: ця традиція існує і в літературі російською мовою.
Інші діалекти ньянджа — манганджа, Ньяса, нгоні (етнолект нгоні, які перейшли на ньянджа зі своєї мови, близької зулу), пета.
Лад ньянджа типовий для мов банту: їй притаманні аглютинація і синтетизм, розвинена система іменних класів (правда, локативні класи розвинені слабо), порівняно проста фонологічна система (правда, звертає на себе увагу наявність губно-губного [β] (орфографічно ŵ), протиставленого [w]), існування тонів.
Добре вивчена інтонація в діалекті чева, де вона взаємодіє з синтаксичною структурою, вказуючи на різні прагматичні значення.
Ньянджа також властива «стандартна» бантуська модель дієслова; в дієслівній словоформі виражається узгодження з суб'єктом і об'єктом, різні видо-часові значення, а також актантні деривації, такі як каузатив, аплікат, рефлексія і пасив (у
словоформі ньянджа вони йдуть саме в цьому порядку, що також є стандартом).